# Limotettix flavopicta
Limotettix flavopicta är en insektsart som beskrevs av Hajime Ishihara 1953. Limotettix flavopicta ingår i släktet Limotettix och familjen dvärgstritar. Inga underarter finns listade i Catalogue of Life.